# Дэвид, Каззи
Каззи Лорел Дэвид (англ. Cazzie Laurel David, родилась 10 мая 1994) — американская сценаристка и актриса. Каззи является соавтором и актрисой веб-сериала «Восемьдесят шесть» (2017 ). Ее первый сборник эссе «Никто не просил об этом» вышел в 2020 году . Актриса также снялась в третьем сезоне сериала Netflix «Академия Амбрелла» в роли Номер 6 или Джейми.

## Ранние годы
Каззи родилась в 1994 году в семье комика и соавтора «Сайнфелда» Ларри Дэвида. Её мать, Лори Дэвид, является экологическим активистом и кинопродюсером, также у Каззи есть младшая сестра. Девушка получила степень бакалавра гуманитарных наук в области сценариев для кино и телевидения в колледже Эмерсон в 2016 году.

## Карьера
Каззи является соавтором и создалем веб-сериала «Восемьдесят шесть», который состоит из восьми эпизодов. Также девушка разрабатывала для Amazon Prime Video шоу «Half-Empty», но в конечном итоге шоу не стало сериалом.
Каззи выпустила сборник эссе «Никто не просил об этом» в 2020 году, который занял 2-е место в списке бестселлеров документальной литературы в мягкой обложке New York Times.

## Телевидение
| Год  | Заголовок                  | Роль      | Заметки                                                          |
| ---- | -------------------------- | --------- | ---------------------------------------------------------------- |
| 2007 | Ханна Монтана              | Каззи     | Эпизод «My Best Friend’s Boyfriend»                              |
| 2016 | Основы студенческого юмора | Студентка | Эпизод: «Секрет позы каждой актрисы на красной ковровой дорожке» |
| 2017 | Восемьдесят шесть          | Реми      | 8 серий; также писатель и режиссёр                               |
| 2022 | Академия Амбрелла          | Джейми    | Главная роль (3 сезон)                                           |